# Matteo Chillo
Matteo Chillo (Bologna, 15 giugno 1993) è un cestista italiano.

## Carriera

### Club
Cresciuto nel vivaio della Fortitudo Bologna e poi nella Biancoblù Basket Bologna(Ferrara), ha esordito da professionista all'Andrea Costa Imola, disputando 28 partite nella Legadue 2012-2013.Gioca nell'Angelico Biella nelle stagioni 2013-14 e 2014-15, per poi passare a Treviglio. Conclusa l’esperienza Trevigliese firma con la N.P.C Rieti. Conclusa la stagione con la maglia reatina, firma nel luglio 2017 con la Fortitudo Bologna, facendo così ritorno nella squadra che l’ha cresciuto e per cui fa il tifo. Nel luglio 2018 si accasa al Treviso Basket.
Dopo aver trascorso cinque stagioni con Treviso Basket, ottenendo buoni risultati dal punto di vista realizzativo, ha firmato nel luglio del 2022 un contratto con la Reyer Venezia. Dal 2023 si é aggregato al roster della Pallacanestro Reggina firmando un contratto di due anni. Nel luglio 2025 ha firmato un contratto con Treviso che lo ha riportato in città.

### Nazionale
Chillo ha esordito con l'Italia under 20 ai FIBA EuroBasket Under-20 2013 il 9 luglio, mettendo a referto 11 punti nella vittoria contro la Francia.

## Palmarès

### Club

#### Competizioni nazionali
- Coppa Italia LNP: 2

Pallacanestro Biella: 2014
Treviso Basket: 2019

#### Nazionale
- Europei Under-20: 1

 Estonia 2013